# Dejan Stojanović
Pour les articles homonymes, voir Dejan Stojanović (homonymie).
Œuvres principales
- Sphères (1993)
- Le soleil se mire (1999)
- Le signe et ses enfants (2000)
- Forme (2000)
- Créateur (2000)

Dejan Stojanović (en serbe/monténégrin : Дејан Стојановић, prononcé [dɛjan stɔjanɔvitɕ]; 11 mars 1959) est un poète serbo-américain, écrivain, essayiste, philosophe, homme d'affaires et ancien journaliste. Sa poésie est caractérisée par un système de pensée et des procédés poétiques reconnaissables, en bordure de la philosophie, et, globalement, par un ton très réflexif. Selon le critique Petar V. Arbutina, « Stojanović appartient au petit cercle de poètes autochtones qui ont été la principale force créatrice et artistique de la poésie serbe au cours des dernières décennies.»

## Biographie

### Famille
La famille Stojanović est originaire du Monténégro. Certains membres de la famille d'origine furent déplacés au Kosovo au début des années 1930.
La grand-mère paternelle de Stojanović, Anđja, était issue d'une distinguée famille du Monténégro, la famille Lubarda, dont le membre le plus éminent était Petar Lubarda, sans doute le meilleur peintre et le plus célèbre de l'ex-Yougoslavie (au sujet duquel Sir Herbert Read a écrit).

### Enfance
Stojanović est né à Peć en Yougoslavie (district autonome de Kosovo-et-Métochie), qui est le centre administratif et culturel de la Métochie, où le patriarcat de Peć se trouve. Ayant grandi dans un pays socialiste et dans la communauté multiethnique du Kosovo, il a été confronté à tous les paradoxes du communisme en Yougoslavie très tôt dans son enfance.

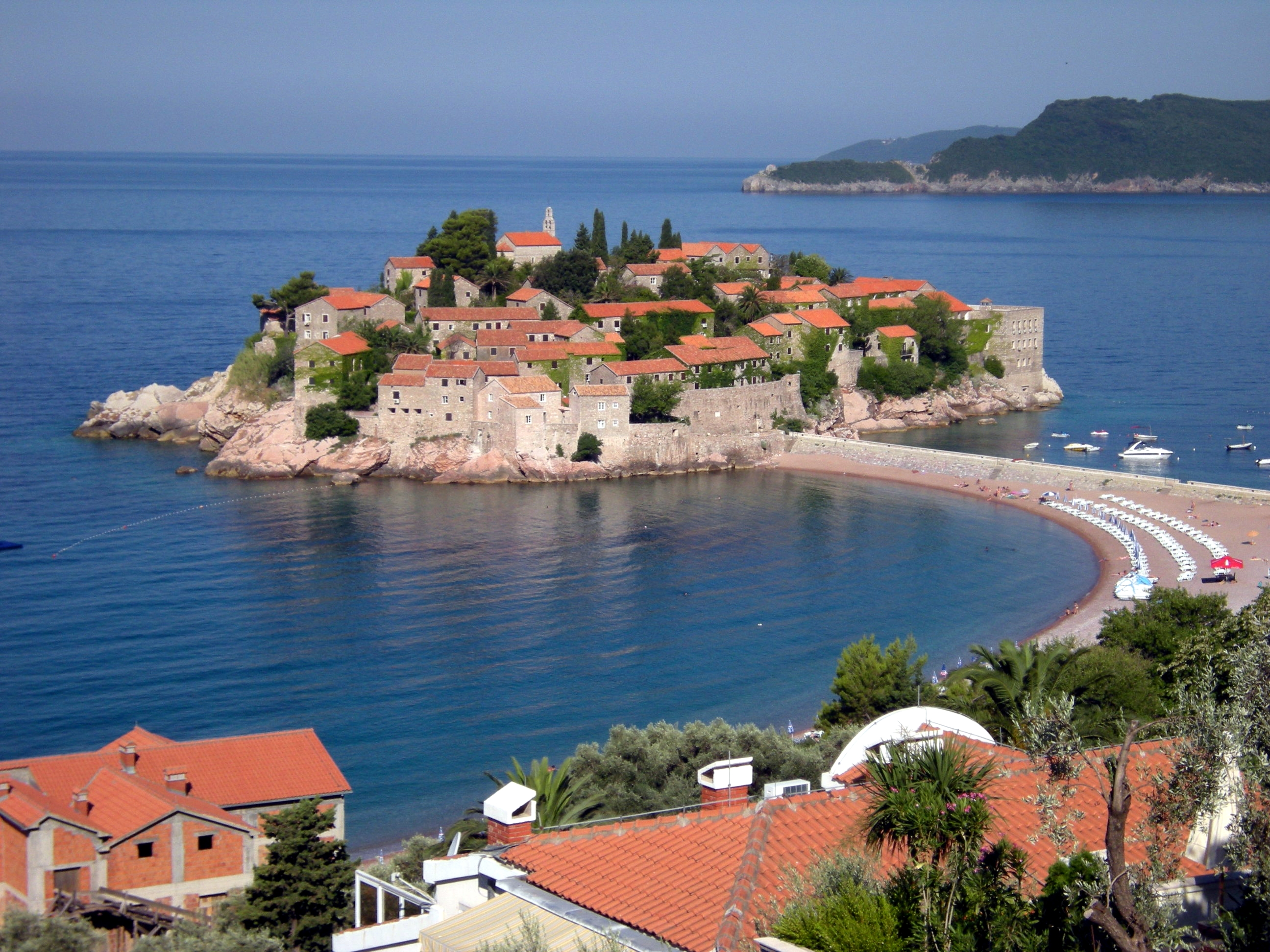
Sveti Stefan, Monténégro

En 1972, il déménagea avec sa famille à Sutomore (une petite ville sur la côte Adriatique, près de Bar, au Monténégro) et il a terminé l'année scolaire là-bas. Même après qu’il fut retourné à Peć, chaque année, il passait les longues vacances estivales avec sa famille dans leur maison d'été à Sutomore et visitait souvent les villes voisines de Bar, Petrovac na Moru, Sveti Stefan, Budva, Kotor, Tivat et Herceg Novi. 
La présence incontournable de l'eau et de la mer dans sa poésie peut sans doute s'expliquer par le fait qu'il vivait à proximité de la mer Adriatique. Plus tard, quand il déménagea à Chicago, il fut fasciné par le lac Michigan, qui est plus de deux fois la taille de la mer Adriatique. De plus, les montagnes du Monténégro et de Peć (Prokletije) influencèrent également sa poésie comme en témoigne le fait qu'elles sont devenues les thèmes récurrents de ses œuvres.
Sa première passion, qui a duré toute sa vie, fut la philosophie. À l'âge de 14 ans, il s'est intéressé au métier d’acteur et de directeur. Timide de nature, il n'a jamais dit à personne ses intérêts secrets, mais il était certain qu'il serait en mesure de les explorer un jour. Il regardait au moins un film, et parfois deux ou trois, par jour.
En 1976, il se rendit à Paris, et, au cours de cette visite, un émigré politique serbe, Jovan Brkić, lui promit d'organiser son admission à la Sorbonne. Malheureusement, il ne saisit pas cette opportunité, et plus tard, il regretta cette décision.

### Vie adulte
Bien que Stojanović s'intéressait principalement à la philosophie et aux arts, il étudia le droit et obtint un diplôme de l'Université de Priština, au Kosovo.
Son intérêt pour l’écriture était visibles dès l'âge de 10 ans, mais il commença à écrire de la poésie à l'âge de 18 ans. Il a toujours su qu'il serait un auteur, même s'il s'attendait à ce que ce soit dans le domaine de la philosophie plutôt qu’en littérature parce qu'il avait déjà établi un ensemble d’idées philosophiques dès son très jeune âge.

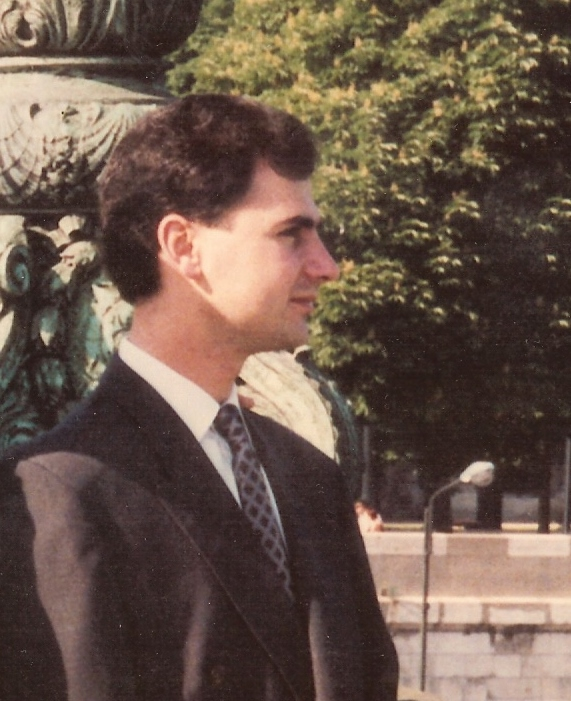
Dejan Stojanović, Paris, 1990

Au début de l’année 1978, il commença à écrire de la poésie, et il semble que, très probablement, il aurait été motivé par l'attirance qu’il éprouvait à l'égard d'une fille qui vivait dans la même ville. Il se réveilla un matin avec un court – mais complet - poème en tête. La même chose s'est produite quelques jours plus tard, et à nouveau une troisième fois à quelques jours d’intervalle. Il considérait cette expérience comme un signe sûr qu'il devait écrire de la poésie, ce qu'il fit, mais il cacha son travail pendant trois à quatre ans.
Après cette période de secrets, il commença à exprimer sa poésie plus ouvertement, et il publia ses poèmes dans certains des magazines littéraires les plus importantes de l'ex-Yougoslavie, comme Oko à Zagreb, en Croatie, Jedinstvo et Stremljenja, à Priština. En 1982 ou 1983, il devint le secrétaire du Club littéraire (Karagač) dans sa ville natale (Peć), et, plus tard, il devint le président du Club. On lui offrit l'occasion d'être le rédacteur en chef de la station de radio locale à Peć, mais il refusa. Cependant, il réalisa plusieurs entrevues avec des artistes éminents du Kosovo. Son premier recueil de poésie (Sphères), était prêt à être publié en 1983, mais il ne le fut pas avant 1993. À ce moment, quelques-uns des plus anciens poèmes avaient été retirés et certains nouveaux poèmes, écrits entre 1983 et 1986, avaient été inclus, avec le dernier poème du recueil, qui fut écrit à Chicago en 1991. En 1986, en tant que jeune écrivain, il fut reconnu parmi les 200 écrivains du Festival Littéraire de Bor  (en Serbie, Yougoslavie). À la fin des années 1980, il devint membre du Conseil de la jeunesse littéraire de Serbie.
En 1990, il fonda son entreprise privée à Peć et désirait, entre autres choses, se lancer dans le domaine de l'édition. Il nomma son entreprise Metoh (le terrain de l'église) et prévoyait publier une revue littéraire du même nom. Même s’il désirait publier le magazine au Kosovo, le personnel était composé d'écrivains de Belgrade, dont l'un était Alek Vukadinović, un célèbre poète serbe, qui était un fervent partisan de l'idée de Stojanović de publier le magazine.
Au cours des dernières années, il commença à écrire en anglais et il a déjà écrit plusieurs livres pas encore publiés, ainsi que certains écrits purement philosophiques. Plusieurs de ses nouveaux poèmes sont moins elliptiques et rigides selon des perspectives à la fois linguistiques et poétiques.

## Journalisme

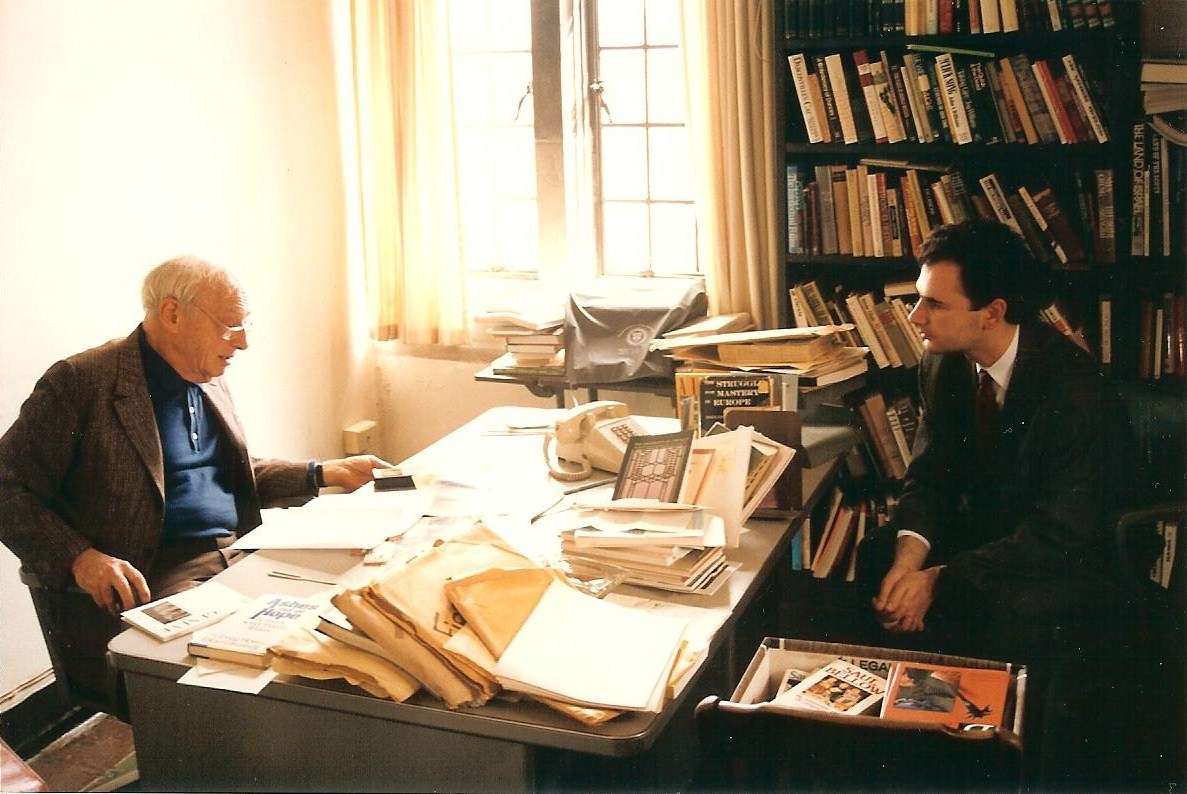
Saul Bellow et Dejan Stojanović, Université de Chicago, 1992

Au début de l’année 1990, Stojanović a commencé à écrire pour le premier magazine d’opposition en Serbie, Pogledi. Il interviewe plusieurs grands écrivains serbes à Belgrade, e.g., Momo Kapor, Alek Vukadinović et Nikola Milošević. Au cours de sa deuxième visite à Paris en mai et juin 1990, il interviewe plusieurs artistes de renommée internationale, dont Ljuba Popović, Petar Omčikus et Miloš Šobajić, qui étaient d'origine serbe, ainsi que certains intellectuels français comme Claude Jacques Villard.
En décembre 1990, il s’installa aux États-Unis en tant que correspondant à l'étranger, planifiant y séjourner pour une période de six mois à un an. L'objectif était de réaliser des interviews avec des personnalités littéraires et puis retourner en Yougoslavie. Il atteignit cet objectif, bien que pas en totalité, puisque la guerre commença en ex-Yougoslavie à mi chemin de l’année 1991.
Il reçut le prestigieux Rastko Petrović Award de la Société des écrivains serbes pour son recueil d'interviews de 1990 à 1992 en Europe et dans les Amérique, intitulé Conversations, qui comprenait des interviews avec plusieurs grands écrivains américains, y compris le prix Nobel Saul Bellow, Charles Simic et Steve Tesich.

## Bibliothèque perdue et manuscrits
Tôt dans sa vie adulte, Stojanović développa un système d’idées philosophiques qui traitaient essentiellement de questions métaphysiques et de la structure de l'Univers. Il écrivit plusieurs centaines de pages dans ses cahiers de notes, explorant ces idées, ainsi que des essais sur la langue et la littérature. Malheureusement, ces manuscrits, avec sa bibliothèque de plus d'un millier de livres (choisis avec soin pendant des années), ont été perdus en raison d'incendies provoqués par des militants d'origine albanaise juste après la fin de la guerre au Kosovo (1999). Ses livres ainsi que ses manuscrits furent conservés temporairement dans le bureau de son frère au centre-ville de Peć.

## Style

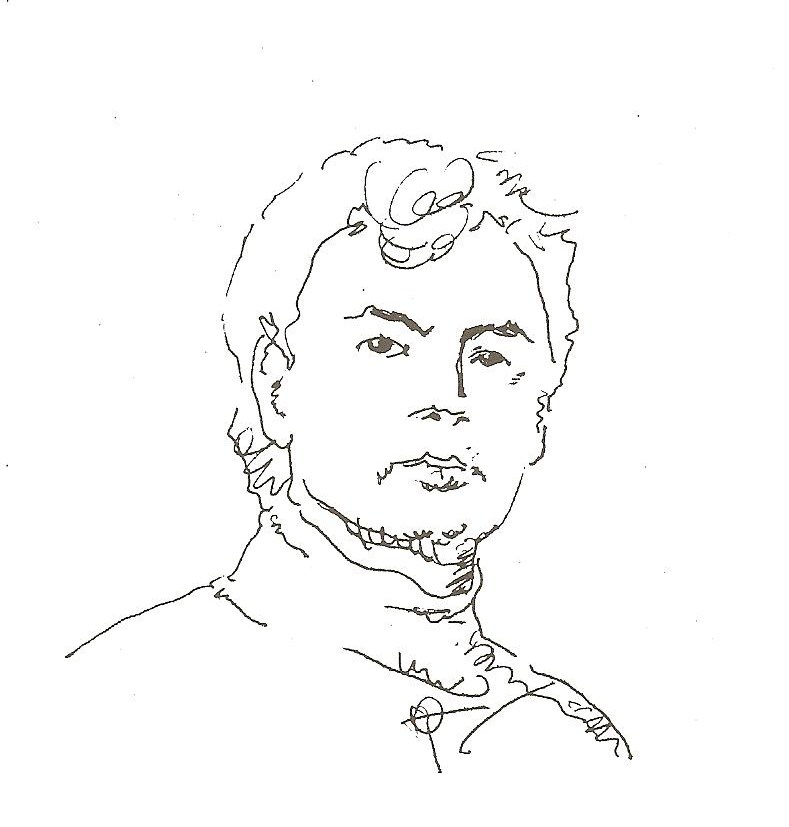
Dejan Stojanović - portrait par Zoran Tucić

Les recueils de poésie de Stojanović sont caractérisés par des séquences de poèmes denses et compacts, simples mais complexes dans leur structure d'ensemble soigneusement organisée, et c'est pourquoi certains apparaissent visiblement plus que d’autres comme de longs poèmes. Cela est particulièrement caractéristique dans les recueils Le signe et ses enfants, Forme, at Créateur, dans lesquels, avec un relativement faible nombre de mots répétés dans des contextes différents, Stojanović construit sa propre cosmogonie poétique. C’est pour cette raison que l’écrivain et critique David Kecman décrit Stojanović comme un cosmosophiste.
Dans ses poèmes, il couvre les plus petits et les plus grands sujets avec autant d’attention, les juxtaposant souvent au niveau du paradoxe et de l'absurdité, constituant de manière progressive de nouvelles perspectives et des significations qui ne sont pas seulement poétiques, par leur origine ou leur fin. Certains thèmes et préoccupations, qu'il s'agisse de pierres ou de galaxies, sont présents dans tous ses livres et on peut dire que ses recueils de poésie sont, en eux-mêmes, de longs poèmes et qu’ils sont tous les ingrédients d'un livre de poésie extraordinaire qui est encore en gestation.
Il a utilisé de nombreuses formes poétiques jamais utilisées auparavant dans la poésie serbe et a également créé de nouvelles formes. «Si l'élégance est représentée par la simplicité, alors ce sont certainement les versets les plus élégants que l'on puisse imaginer», déclara Branko Mikasinovich.

## Œuvres

### Recueils de poèmes

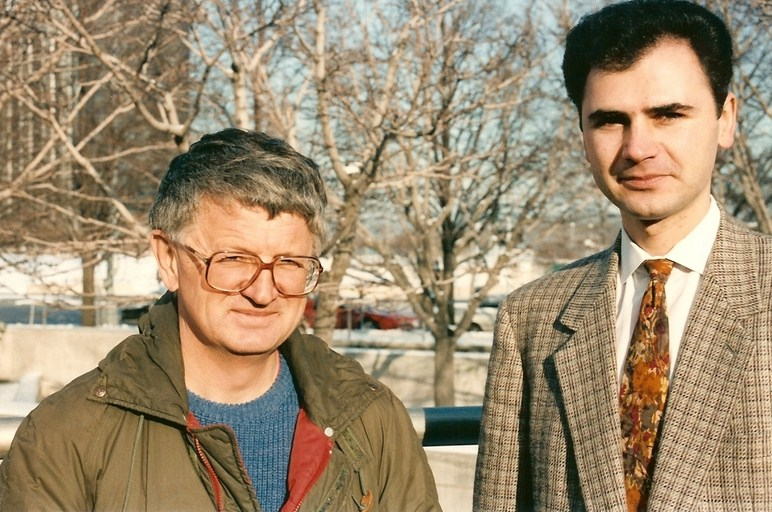
Steve Tesich et Dejan Stojanović, Chicago, 1991

Steve Tesich and Dejan Stojanovic 4.jpg
- Krugovanje: 1978–1987 (Sphères) (Narodna knjiga, Alfa, Beograd, 1993)
- Krugovanje: 1978–1987 (Sphères), Deuxième édition, (Narodna knjiga, Alfa, Beograd, 1998)
- Sunce sebe gleda (Le soleil se mire) (Književna reč, Beograd, 1999)
- Znak i njegova deca (Le signe et ses enfants) (Prosveta, Beograd, 2000)
- Oblik (Forme) (Gramatik, Podgorica, 2000)
- Tvoritelj (Créateur) (Narodna knjiga, Alfa, Beograd, 2000)
- Krugovanje (Sphères), Troisième édition, (Narodna knjiga, Alfa, Beograd, 2000)
- Ples vremena (La danse du temps) (Konras, Beograd, 2007)

### Interviews
- Razgovori (Conversations) (Književna reč, Beograd, 1999)